# Имя существительное в белорусском языке
Имя существительное (бел. назоўнік) — часть речи в белорусском языке, для которой характерно обобщённое значение предметности. Имя существительное в белорусском языке обладает категориями рода, числа и падежа. По лексическому значению существительные разделяются на имена собственные (бел. уласнае імя) и нарицательные (бел. агульнае імя); конкретные (бел. канкрэтныя назоўнікі) и абстрактные (бел. абстрактныя назоўнікі) существительные; личные (бел. асабовыя назоўнікі) и неличные (бел. безасабовыя назоўнікі); выделяют также сборные (бел. зборныя назоўнікі) и материально-вещественные (бел. рэчыўныя назоўнікі или бел. рэчыўна-зборныя назоўнікі). Имеется грамматическая категория одушевлённости.

## Число
В современного белорусском языке выделяют единственное (бел. адзіночны лік) и множественное число (бел. множны лік). Большинство существительных может принимать как формы единственного, так и множественного числа.
Существительное в форме единственного числа обычно показывает, что предмет представлен в количестве одного. Тем не менее, эта же форма может использоваться с обобщающим, сборным значением:
- У возеры водзіцца карась i шчупак.

В редких случаях единственное число может употребляться для передачи значения дистрибутивной (раздельной) множественности:
- Дзеці слухаюць, адкрыўшы рот.

Существительное в форме множественного числа показывает, что предмет представлен в количестве, большем, чем один. В этом значении выделяются:
- раздельная множественность (сталы, дрэвы, лісты, камяні) — в этом случае слова употребляются с количественными числительными;
- совокупность как неделимая множественность (маразы, вятры) — в этом случае употребление с количественными числительными невозможно.

Форма множественного числа в именительном падеже обычно имеет окончание -і / -ы (вішні, лавы), иногда -е (в этом случае выпадает суффикс -ін, передающий значение единственности: сялянін — сяляне). Некоторые существительные при образовании множественного числа изменяют ударение: жо́луд — жалуды́, ко́лас — каласы́. Ряд имён существительных при образовании формы множественного числа требует морфонологические замены в основе слова: неба — нябёсы, цяля — цяляты, дзяўчына — дзяўчаты, імя — імёны. У единичных существительных формы единственного и множественного числа образованы от различных основ (чалавек — людзі). Существительные, у которых формы единственного и множественного числа совпадают, значение числа выражают синтаксически.
Ряд существительных не имеет формы множественного числа. К таковым относятся:
- слова, обозначающие вещества (азот, віно, волава, клей);
- сборные существительные (апаратура, бярэзнік, радня);
- абстрактные существительные со значением действия, качества, свойства или состояния (бляск, непрыемнасць, суседства, радасць);
- существительные, обозначающие общественно-политические явления, мероприятия (марксізм, аўтаматызацыя);
- стороны света (поўдзень, поўнач, захад, усход);
- многие имена собственные (Вольга, Мінск, Урал, Юпітэр).

К разряду pluralia tantum в белорусском языке относятся следующие категории слов:
- существительные, обозначающие предметы, состоящие из двух и более похожих частей (акуляры, куранты, вусны, нажніцы);
- существительные со значением совокупности чего-либо или кого-либо (аліменты, джунглі, мемуары, бацькі, нізы);
- биологические и сельскохозяйственные термины (вязавыя, губацветныя, жвачныя, азімыя, яравыя);
- материально-вещественные существительные, обозначающие однородную массу, виды пищи, остатки чего-либо, материалы (бялілы, дрожджы, зразы, тэфтэлі, апілкі, ачысткі, абоі, лесаматэрыялы);
- абстрактные существительные со значением процессов, действий, обрядов, отрезков времени, пространства[7] и игр (выбары, роды, дажынкі, імяніны, канікулы, суткі, гоні[7], жмуркі, шахматы);
- некоторые географические и астрономические иена собственные (Баранавічы, Карпаты, Плеяды).

В языке-предке всех восточнославянских языков, к которым относится в том числе и белорусский язык, выделялось три грамматических числа: единственное, двойственное и множественное. В старинных белорусских текстах наблюдается использование двойственного числа, однако с XIII века оно постепенно вытесняется множественным числом. В современном белорусском языке сохранились некоторые формы двойственного числа: вушы, вочы вытеснили старобелорусские формы ушеса, очеса; в словосочетаниях дзве нагі, дзве рукі́, два вядры существительные стоят в форме, отличной от формы множественного числа (ногі, ру́кі, вёдры); в творительном падеже встречаются формы вачыма, плячыма вместо вачамі, плячамі. В конце XX века сообщалось, что двойственное число сохранилось в устной речи некоторых регионов Беларуси — в частности, в Слуцком и Слонимском районах.

## Род
В белорусском языке каждое существительные в единственном числе относится к одному из трёх родов: мужскому (бел. мужчынскі род), женскому (бел. жаночы род) или среднему (бел. ніякі род) роду. Каждый из родов характеризуется соответствующими грамматическими связями с прилагательными, местоимениями, причастиями, глаголами в прошедшем времени, глаголами в условном наклонении. Существительные, не употребляемые в единственном числе, рода не имеют; некоторые лингвисты относят их к особому парному роду.
Категория рода в белорусском языке развилась из категории рода в праславянском языке. Относительно древнерусского языка существенных изменений эта категория не потерпела, количество слов, изменивших свой род, невелико. Полного соответствия родов слов в русском и белорусском языках не наблюдается: белорусские слова шынель, цень, сабака, мазоль принадлежат к мужскому роду, гусь, лебедзь — к женскому.

### Мужской род
По морфологическим признакам к существительным мужского рода относятся следующие слова:
- с основой на твёрдый согласный или г, к, х, имеющие нулевое окончание в именительном падеже;
- большинство существительных с основой на ж, дж, ш, ч, р, ц, имеющие нулевое окончание в именительном падеже;
- существительные с основой на мягкий согласный или й, имеющие нулевое окончание в именительном падеже и окончание -ю или -я в родительном падеже.

По значению также к мужскому роду относятся следующие существительные:
- слова, обозначающие лиц мужского пола, а также мужские имена;
- существительные с эмоционально-оценочными суффиксами -к-, -як-, -іск-, -ішч- (салавейка, вятрыска, дамішча);
- слова сабака и цюцька;
- заимствованные несклоняемые существительные, обозначающие особ мужского пола, совокупность людей или живых существ (аташэ, буржуа, фламінга)[~ 1];
- заимствованные несклоняемые названия ветров, языков;
- несклоняемые названия городов;
- некоторые несклоняемые существительные (пенальці, экю).

### Женский род
К существительным женского рода по морфологическим признакам относятся:
- существительные, имеющие окончание -а / -я в именительном падеже;
- существительные с основой на мягкий согласный или ж, ч, ш, р, б, ф, ў, имеющие нулевое окончание в именительном падеже и окончание -і / -ы в родительном падеже.

По значению также к женскому роду относятся следующие существительные:
- слово маці и слова, обозначающие лиц женского пола, а также женские имена;
- неизменяемые названия стран, гор, рек, пустынь;
- некоторые несклоняемые существительные (кальрабі, беры-беры).

### Средний род
К существительным среднего рода по морфолгическим признакам относятся:
- существительные, имеющие окончание -е, -о / -ё, -а;
- слова, заканчивающиеся на -мя;
- существительные, заканчивающиеся на -е, -я, обозначающие молодых существ (ваўчаня, гусянё, хлапчаня);
- имена существительные с суффиксами -енн-, -анн-, -ств-, -iшч-, -ышч- (сялянства, насенне, вогнішча).

Также к среднему роду относятся:
- большинство неизменяемых неодушевлённых существительных;
- неизменяемые названия озёр;
- слова, перешедшие из других частей речи, не имеющих родовых форм (вяликае «дзякуй», гучнае «ура»).

### Особые случаи
Некоторые существительные, обозначающие преимущественно людей по виду их деятельности, занимаемой должности, а также служащие негативной характеристикой личности в литературном языке имеют только форму мужского рода, однако могут обозначать и женщин. К таким словам относятся сакратар, дэпутат, начальнік, лодар, невук и тому подобные. В художественной и публицистической литературе эти существительные могут сочетаться с глаголами прошедшего времени в форме женского рода. Прилагательные при таких существительных сохраняют форму мужского рода: Старшы аграном павярнула на вузкую сцежку.
Среди существительных, обозначающих людей, существует категория заканчивающихся на -а / -я слов, которые изменяют род в зависимости от того, кого называют. Обычно эти слова имеют эмоциональную окраску и используются преимущественно в разговорной речи: абжора, адзіночка, гуляка, дурніца, калека, папрашайка и тому подобные. Такие слова обычно характеризуются как слова общего рда (бел. агульны род). К словам общего рода близки уменьшительно-ласкательные варианты личных имён разного рода (Аляксандр и Аляксандра — Саша). Правильнее рассматривать такие случаи как омонимы.
Некоторые существительные белорусского языка имеют вариативный род: зала (ж. р.) — зал (м. р.), жырафа (ж. р.) — жыраф (м. р.), таполя (ж. р.) — топаль (м. р.) и т. д.

## Склонение
Имена существительные в белорусском языке могут склоняться по падежам и относиться к одному из трёх склонений (первое, второе и третье), к классу разносклоняемых существительных, либо к группе неизменяемых существительных. Порядок склонений несущественен и может отличаться в различных источниках. Выделяют шесть падежей, среди которых противопоставляются прямой именительный падеж (бел. назоўны склон) и косвенные: родительный (бел. родны), дательный (бел. давальны), винительный (бел. вінавальны), творительный (бел. творны) и местный (бел. месны) падежи. Кроме того, небольшая группа существительных сохранила специфическое окончание звательной формы (сыне, ойча, коню, гаю). Это окончание не служит для слов в словосочетании, поэтому в качестве отдельного падежа звательную форму обычно не рассматривают.

### Первое склонение
К первому склонению относятся имена существительные женского и мужского рода, имеющие в именительном падеже окончание -а / -я: вада, мяжа, зямля, стараста, старшыня. В некоторых источниках это склонение называют вторым.
В отличие от русского языка, существительные первого склонения женского рода с мягкой основой имеют в родительном, дательном и местном падежах окончание -і: зямлі, аб зямлі. В дательном и местном падеже существительные женского рода единственного числа сохраняют результаты второй палатализации в виде чередований г — з, к — ц, х — с: нага — назе, рука — руцэ, страха — страсе. Для существительных мужского рода подобное чередование может встречаться в местном падеже единственного числа: снег — на снезе. В белорусском литературном языке для существительных женского рода во множественном числе возможна форма родительного падежа с окончанием -аў (-яў), построенная по аналогии с существительными мужского рода: бярозка — бярозкаў, сасна — соснаў, зіма — зімаў, бура — бураў (ср. рус. берёзок, сосен, зим, бурь).
Изменение существительных первого склонения по падежам на примере слов сцяна, зямля, душа:
| Падеж        | сцяна (ед. ч.) | сцены (мн. ч.) | зямля (ед. ч.) | землi (мн. ч.) | душа (ед. ч.) | душы (мн. ч.) |
| ------------ | -------------- | -------------- | -------------- | -------------- | ------------- | ------------- |
| Именительный | сцян-а         | сцен-ы         | зямл-я         | земл-i         | душ-а         | душ-ы         |
| Родительный  | сцян-ы         | сцен           | зямл-i         | зямель         | душ-ы         | душ           |
| Дательный    | сцян-е         | сцен-ам        | зямл-i         | земл-ям        | душ-ы         | душ-ам        |
| Винительный  | сцян-у         | сцен-ы         | зямл-ю         | земл-i         | душ-у         | душ-ы         |
| Творительный | сцян-ой (-ою)  | сцян-амi       | зямл-ёй (-ёю)  | земл-ямi       | душ-ой (-ою)  | душ-амi       |
| Местный      | сцян-е         | сцян-ах        | зямл-i         | земл-ях        | душ-ы         | душ-ах        |

### Второе склонение
Ко второму склонению относятся мужского рода с основой, заканчивающейся на согласный: дуб, нож, конь, край, а также существительные среднего рода на -о / -ё и -а / -е: акно, дрэва, галлё, поле. В некоторых источниках это склонение называют первым.
Имена среднего рода в именительном падеже множественного числа под влиянием имён мужского рода получили окончания -ы, -і.
Изменение существительных второго склонения по падежам на примере слов стол, конь, акно, поле:
| Падеж        | стол (ед. ч.) | сталы (мн. ч.) | конь (ед. ч.) | канi (мн. ч.) | акно (ед. ч.) | акны (мн. ч.) | поле (ед. ч.) | полi (мн. ч.) |
| ------------ | ------------- | -------------- | ------------- | ------------- | ------------- | ------------- | ------------- | ------------- |
| Именительный | стол          | стал-ы         | конь          | кан-i         | акн-о         | акн-ы         | пол-е         | пол-i         |
| Родительный  | стал-а        | стал-оў        | кан-я         | кан-ёў        | акн-а         | вокн-аў       | пол-я         | пал-ёў        |
| Дательный    | стал-у        | стал-ам        | кан-ю         | кан-ям        | акн-у         | вокн-ам       | пол-ю         | пал-ям        |
| Винительный  | стол          | стал-ы         | кан-я         | кан-ёў        | акн-о         | акн-ы         | пол-е         | пол-i         |
| Творительный | стал-ом       | стал-амi       | кан-ём        | кан-ямi       | акн-ом        | вокн-амі      | пол-ем        | пал-ямi       |
| Местный      | стал-е        | стал-ах        | кан-i         | кан-ях        | акн-е         | вокн-ах       | пол-i         | пал-ях        |

### Третье склонение
Третье склонение включает в себя имена существительные женского рода, основа которых заканчивается на мягкий или отвердевшие согласные: ноч, мыш, косць, печ, радасць. В творительном падеже единственного числа существительных третьего склонения могут быть представлены долгие согласные (ноч — ноччу), также встречаются окончания -ой / -ай, -ою / -аю, -ей / -ёй, -яй / -яю: гразь — гразёй (-ёю), сенажаць — сенажацяй (-яю), кроў — крывёй (-ёю), далонь — далоняй (-яю).
Изменение существительных третьего склонения на примере слов косць, ноч:
| Падеж        | косць (ед. ч.) | косці (мн. ч.) | ноч (ед.ч.) | ночы (мн. ч.) |
| ------------ | -------------- | -------------- | ----------- | ------------- |
| Именительный | косць          | косц-і         | ноч         | ноч-ы         |
| Родительный  | косц-і         | касц-ей        | ноч-ы       | нач-эй        |
| Дательный    | косц-і         | касц-ям        | ноч-ы       | нач-ам        |
| Винительный  | косць          | косц-і         | ноч         | ноч-ы         |
| Творительный | косц-ю         | касц-ямi       | ночч-у      | нач-амi       |
| Местный      | косц-і         | касц-ях        | ноч-ы       | нач-ах        |

## Категория одушевлённости — неодушевлённости
Для существительных в белорусском языке характерна категория одушевлённости. Категория связана с лексическим значением слова, однако выражается и грамматически: во множественном числе форма винительного падежа одушевлённых существительных совпадает с формой родительного падежа, неодушевлённых — с формой именительного падежа. Для форм единственного числа различие между одушевлённостью и неодушевлённостью выражено только у существительных мужского рода.
К одушевлённым существительным относятся названия людей и животных, к неодушевлённым — предметов, устройств, деревьев, растений, явлений, абстрактных понятий.
Различия между одушевлёнными и неодушевлёнными существительными проявляется при подстановке вопросительных местоимений «хто?» («кто?») и «што?» («что?»).
Категория одушевлённости — неодушевлённости стала зарождаться в праславянском языке. Свободный порядок слов требовал различения падежей субъекта и объекта действия. Позднее под воздействием фонетических процессов в праславянском языке формы именительного и винительного падежа некоторых склонений совпали, что затрудняло коммуникацию. Постепенно форма винительного падежа этих склонений приняла окончание родительного падежа и, таким образом, падежи субъекта и объекта снова стали различаться Таким образом, зародилась категория одушевлённости, которая первое время распространялась только на существительные мужского рода в единственном числе. В XI—XII устанавливается одушевлённость существительных, обозначающих лиц мужского рода во множественном числе. Имена существительные, обозначающие женщин и животных, перешли в категорию одушевлённых ещё позднее, процесс завершился в XVII—XVIII веках. На некоторых территориях Беларуси разговорная речь и народные песни до сих пор сохраняют неодушевлённость этих существительных («частуй дзевачкі маладзенькія», «пагнаў коні на начлег»). Некоторые устойчивые выражения белорусского языка сохранили историческую форму: «ісці ў госці», «хадзіць у людзі».

## Функции
В предложении имя существительное чаще всего играет роль подлежащего или дополнения. Также может выступать в роли сказуемого, несогласованного определения или обстоятельства.
Некоторые существительные могут в соответствующем контексте принимать новые грамматические значения, утрачивать обобщённое значение предметности и сближаться с другими частями речи: неопределённо-количественными числительными (процьма, мора, горы), наречиями (век, страх, смерць, кулём), безлично-предикатными словами (шкада, бяда, гора), междометиями (каюк, квіта), возможно образование соединений, выполняющих роль предлогов (на чале з, з мэтай, у сувязі з) или подчинительных союзов (з прычыны таго што, па меры таго як, з таго часу як).

## Словообразование
Белорусский язык характеризуется развитой системой словообразования. Образование имён существительных может быть осуществлено суффиксальным, префиксальным, префиксально-суффиксальным способами, словосложением, субстантивация и т. д.
С помощью суффиксов (в том числе нулевого суффикса) существительные могут быть образованы: от других существительных (сцян-а — сцен-к-а), глаголов (вучы-ць — вуч-ань-∅), прилагательных (бедн-ы — бяд-няк-∅), числительных (пяць-∅ — пят-ак-∅).
С помощью приставок имена существительные образуются от других существительных (горад — пры-гарад). Характерно использование как исконно славянских приставок (парадак — бес-парадак), так и заимствованных префиксов (тэзіс — анты-тэзіс, гармонія — дыс-гармонія).
Примеры существительных, образованных с помощью приставочно-суффиксального способа: дарог-а — па-дарож-нік-∅, бел-ы — про-бель-∅, слуха-ць — не-слух-∅.
Морфолого-синтаксический способ словообразования имён существительных представлен в основом субстантивацией имён прилагательных: стары (прилагательное) — стары (существительное).
Образование сложных существительных в белорусском языке представлено сложением слов и сложением основ. Сложение слов представляет собой объединение двух грамматически оформленных лексических единиц (фабрыка-кухня, плашч-палатка). При сложении основ обычно требуется служебная соединительная морфема -а- / -о- или -е- / -я-: кон-е-гадоўля, бетон-а-мяша-лк-а.
Также в белорусском языке представлены аббревиатуры, образованные различными способами: Вышэйшая навучальная установа — ВНУ, прафсаюзы камітэт — прафком, ваенны камісарыят — ваенкамат, Дзяржаўны планавы камітэт — Дзяржплан.

## Комментарии
1. ↑  Некоторые слова под влиянием родового слова перешли в женский род: івасі (рыба), цэцэ (муха).